# Mimastra uncitarsis
Mimastra uncitarsis es una especie de insecto coleóptero de la familia Chrysomelidae.
Fue descrita científicamente en 1940 por Laboissiere.